# ده‌کهنه (سپیدان)
روستای ده کهنه از توابع بخش مرکزی شهرستان سپیدان در ۹۰ کیلومتری شیراز واقع گشته‌است.